# Тестовая единица (item)
Единица (item), или тестовая единица, — отдельное задание или вопрос психологического теста. Тестовые единицы упорядочены на основе обязательно измеряемого признака и дают величину (в баллах), которая рассчитывается из всех единиц и дает в сумме первичную величину определенного признака.
Источник — слово «item» английского происхождения, латинский корень которого имеет первоначальное значение «следующие пункты вопроса». Сегодня оно используется для всех типов тестовых заданий.